# Samuel Barathay
Samuel René Louis Barathay (ur. 1 czerwca 1968 w Vinzier) – francuski wioślarz. Brązowy medalista olimpijski z Atlanty.
Zawody w 1996 były jego drugimi igrzyskami olimpijskimi, debiutował w 1992. Brązowy medal zdobył w dwójce podwójnej, partnerował mu Frédéric Kowal. Brał udział w igrzyskach w 2000. W dwójce podwójnej był mistrzem świata w 1993 i brązowym medalistą globalnego czempionatu rok później.